# حسام‌الدین آشنا
حسام‌الدین آشنا  (زادهٔ ۱۳۴۳ در تهران) مقام امنیتی و سیاستمدار ایرانی است که در دولت یازدهم و دولت دوازدهم سمت رئیس مرکز بررسی‌های استراتژیک را برعهده داشت. او در دولت یازدهم به‌عنوان مشاور رئیس‌جمهور ایران در امور فرهنگی فعّالیت می‌کرد. وی دانشیار گروه سیاست‌گذاری دانشگاه امام صادق است.
آشنا که از ۱۶ سالگی به سپاه شهرکرد پیوست، در ۱۷ سالگی کارمند رادیو اهواز شد. آشنا که در سال ۱۳۶۷ با دختر قربانعلی دری نجف آبادی ازدواج کرد، در دوران ریاست جمهوری سید محمد خاتمی توسط پدرزن خود که در آن زمان وزیر اطلاعات بود به سمت معاونت ویژه وزارت اطلاعات گمارده شد. پس از رای آوردن حسن روحانی، آشنا به یکی از مهره‌های اصلی برای حمایت از اصلاح‌طلبان تبدیل شد.

## زندگی
حسام‌الدین آشنا در سال ۱۳۴۳ در تهران زاده شد. او در سال ۱۳۵۹ در سن ۱۶ سالگی به سپاه پاسداران شهرکرد پیوست  و یک سال بعد در ۱۷ سالگی، کارمند رادیو اهواز شد و از آن پس به نویسندگی و اجرای برنامه‌های رادیویی پرداخت. آشنا در سال ۱۳۶۷ با دختر قربانعلی دری نجف‌آبادی ازدواج کرد. خطبه عقد آشنا و همسرش را سیدعلی خامنه‌ای خواند. پس از آن‌که سیدمحمد خاتمی با انتصاب غلامحسین محسنی اژه‌ای به عنوان معاون ویژه وزیر اطلاعات مخالفت کرد، دری نجف‌آبادی در جایگاه وزیر اطلاعات، دامادش حسام‌الدین آشنا را به این مقام گمارد. حسام‌الدین آشنا در جریان قتل‌های زنجیره‌ای در سال ۱۳۷۷ بارها از پدر زنش دری نجف‌آبادی پشتیبانی کرد و گفت او در جریان قتل‌ها در وزارت اطلاعات نبوده‌است.
وی دارای مدرک کارشناسی ارشد معارف اسلامی و دکترای معارف اسلامی، فرهنگ و ارتباطات از دانشگاه امام صادق است. پایان‌نامه او درباره دیپلماسی فرهنگی آمریکا در ایران (۱۳۵۷-۱۳۳۲) است. آشنا در دوران طلبگی نیز از شاگردان محمدرضا مهدوی کنی بوده‌است. روابط با مهدوی کنی، نفوذ و قدرت آشنا را بیشتر کرد. او که در سال‌های اخیر لباس روحانیت به تن نمی‌کند در اینباره گفته: «کاری که من انجام می‌دهم تناسبی با لباس روحانیت ندارد نه پیش نمازم نه منبری و کاری که کسوت روحانیت داشته باشد را ندارم پس چه ضرورتی دارد که این لباس خدمت را بپوشم».
حسام‌الدین آشنا هم‌اکنون استاد و عضو هیئت علمی دانشگاه امام صادق با درجه دانشیاری است. آشنا با روی کارآمدن دولت روحانی، به‌عنوان مشاور او و رئیس مرکز بررسی‌های استراتژیک مشغول به کار شد. وی همچنین به همراه علی جنتی، نماینده رئیس‌جمهور در شورای نظارت بر صدا و سیما هستند.

## دولت روحانی

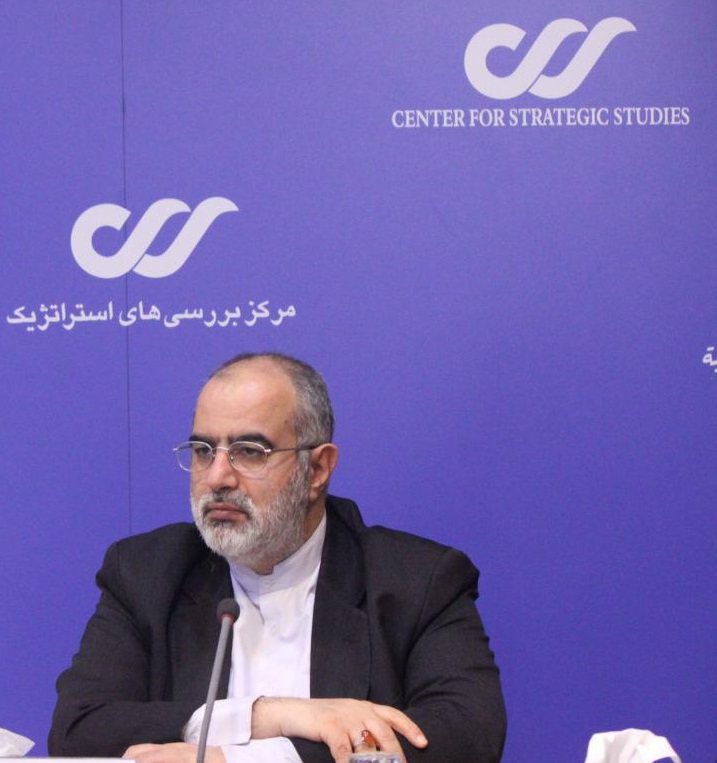
حسام الدین آشنا

نخستین همکاری آشنا و حسن روحانی به سال ۱۳۷۷ و به جریان حصرِ حسینعلی منتظری بازمی‌گردد که در آن دوره، روحانی دبیر شورای امنیت ملی و آشنا معاون وزیر اطلاعات بود. حسام‌الدین آشنا در جریان انتخابات ریاست‌جمهوری ۱۳۹۲ عضو هسته مرکزی ستاد انتخاباتی حسن روحانی، همچنین مشاور و تحلیل‌گر مناظرات وی بود. فردی که گفته می‌شود طراح رنگ و تصویرساز «کلید» بوده و نقش چشمگیری در حضور رسانه‌ای روحانی در جریان مناظرات ایفا کرد. آشنا در نخستین سفر حسن روحانی به نیویورک برای شرکت در مجمع عمومی سازمان ملل متحد در سال ۲۰۱۳ از همراهان وی بود. وی نماینده تام‌الاختیار رئیس‌جمهور در ستاد مرکزی راهیان نور است.
آشنا در دولت یازدهم مشاور فرهنگی رئیس‌جمهور بود اما در دولت دوازدهم با حذف پسوند «فرهنگی» عنوان مشاور برای او به کار رفت.

### انتقادها
حسام‌الدین آشنا با طرح امنیت اخلاقی و تشکیل گشت نامحسوس هفت هزار نفره در تهران مخالفت کرد یا از حضور زنان در ورزشگاه‌ها دفاع کرد. همچنین در جریان سقوط هواپیمای اوکراینی از سوی پدافند سپاه پاسداران نوشت: "گول خوردیم" و در واکنش به انتشار نوار مصاحبه محمدجواد ظریف اظهار امیدواری که "انشاالله این سوء‌نیت و کید احتمالی، به خودشان برگردد".

### اظهارات جنجالی
پس از آنکه در ۳۰ مهر ۱۳۹۳ محمود نیلی احمدآبادی طی نامه‌ای توسط رئیس‌جمهور به عنوان وزیر پیشنهادی علوم، تحقیقات و فناوری به مجلس معرفی شد موجی در مجلس برای مخالفت با وی شکل گرفت که در ۶ آبان ۱۳۹۳ با واکنش حسام‌الدین آشنا همراه شد. او در صفحه شخصی فیس‌بوک خود با اشاره به جلسه فردای رای اعتماد به وزیر پیشنهادی دولت نوشت:
نمایندگان محترم مجلس فردا انتخابی راه گشا را در پیش رو دارند؛ این عزیزان می‌توانند میانِ رفتن زیر بار سلطه گفتمانی اقلیت مطلق پایداری و استقلال مجلس از افراط گرایان، یکی را انتخاب کنند. میان راهبرد همراهی یا عدم همراهی قوا یکی را انتخاب کنند. میان خواسته دانشگاهیان و خواسته‌های باج‌خواهان، یکی را انتخاب کنند. آقای دکتر نیلی احمدآبادی؛ وزیر پیشنهادی ریاست‌جمهوری، نه اهل فتنه است، نه بی تجربه و نه ناشناخته، او یک جرم بیشتر ندارد؛ دانشگاه را برای دانشگاهیان می‌خواهد، نه برای سیاستمداران.
این اظهارات آشنا با واکنش شدید نمایندگان مجلس مواجه شد و نهایتاً مجلس، به نیلی احمدآبادی رأی اعتماد نداد.

#### مجری مناظره‌ها
آشنا در فروردین ۱۳۹۶ در آستانه انتخابات ریاست جمهوری در جلسه‌ای پیرامون مناظره‌های تلویزیونی کاندیداهای ریاست‌جمهوری دوازدهم در دانشگاه صدا و سیما ضمن اینکه خواستار آن شد که صداوسیما سؤالات را پیش از مناظره در اختیار کاندیداها قرار دهد گفت: «... ما اجازه ندادیم در این چهل سال مجری‌هایی در صداوسیما تربیت شوند که تک تک کاندیداها از آنها مثل سگ بترسند…». انتشار این سخنان واکنش‌های زیادی در فضای سیاسی و رسانه‌ای کشور به دنبال داشت. سید مصطفی هاشمی‌طبا کاندیدای آن دوره انتخابات ریاست‌جمهوری این حرف آشنا را «حرف اضافه» دانست که «ارزش پاسخ هم ندارد». علی نیکزاد رئیس ستاد انتخاباتی سید ابراهیم رئیسی در واکنش به این سخنان گفت: «خوب، هر کسی از هر که می‌خواهد بترسد اما ما فقط از خدا می‌ترسیم.»علی امانی رئیس ستاد انتخابات سید مصطفی میرسلیم نیز در این زمینه گفت: «استفاده از تعابیر موهن توسط آشنا دربارهٔ کاندیداها روشی نادرست است و نامزدهای انتخاباتی و نمایندگانشان به مردم احترام بگذارند». محمد دهقان رئیس ستاد انتخابات محمدباقر قالیباف در واکنش به این سخنان گفت: «... اینگونه اهانت‌های رئیس‌جمهور و مشاورش ناشی از سیستم بسته امنیتی است که متأسفانه در کشور حاکم شده و به هیچ وجه طاقت آزادی بیان را ندارند و ادعاهای بالا از خود صادر می‌کنند اما ۱۸۰ درجه عکس ادعاهای خود برخورد می‌کنند. حسین دهباشی سازنده فیلم انتخاباتی روحانی در سال ۹۲ نیز در توییترش نوشت که «سگ خواندن یک خبرنگار یا نامزد انتخابات، حتی در جمع مشاوران رئیس‌جمهور نابردباری چون جناب آقای ترامپ بی‌سابقه است و سخت شرم‌آور!».

### بوسیدن دست احمد جنتی
در تاریخ ۱۱ تیر ۱۳۹۶ تصویری از حسام‌الدین آشنا در فضای مجازی منتشر شد، که در حاشیه مراسم یادبود همسر علم‌الهدی، او در حال بوسیدنِ دستِ احمد جنتی بود. اینکار، مورد انتقاد و بحث در فضای رسانه‌ای شد. او پس از آن دربارهٔ این موضوع گفت: «می‌توان حرمت استادان را نگاه داشت ولی از مواضع خود کوتاه نیامد».

### استعفا
پس از انتشار فایل صوتی محمد جواد ظریف به دلیل اینکه آشنا مسئول مراقبت از این صوت بوده‌است در ۹ اردیبهشت ۱۴۰۰ از مقام خود به عنوان رئیس مرکز بررسی‌های استراتژیک ریاست جمهوری استعفا داد. پس از این استعفا حسن روحانی، علی ربیعی را جایگزین او منصوب کرد.

## مجرم شناخته‌شدن در اتهام نشر اکاذیب
در ۲ آذر ۹۹ حسام الدین آشنا که در آن زمان رئیس مرکز بررسی‌های استراتژیک ریاست‌جمهوری و مشاور حسن روحانی رئیس‌جمهور وقت ایران بود، به عنوان متهمِ جرم سیاسی، بابت دو مورد اتهام نشر اکاذیب به قصد تشویش اذهان عمومی با شکایت معاونت فضای مجازی دادستانی کل کشور و همچنین شکایت سرپرست دادسرای فرهنگ و رسانه به اتفاق آراء مجرم شناخته و مستحق تخفیف دانسته شد. بر اساس حکم صادره از شعبه ۹ دادگاه کیفری یک تهران آشنا به جزای نقدی محکوم شد.
پرونده آشنا پس از اعتراض وی در دیوان عالی کشور به شعبه ۶ دادگاه کیفری ۱ استان تهران ارجاع شد که هیئت منصفه جرایم مطبوعاتی و سیاسی در رسیدگی مجدد، در یک اتهام و دو شکایت متهم را با اکثریت آراء مجرم و مستحق تخفیف دانست.

## کتاب‌ها
- از سیاست تا فرهنگ: سیاست‌های فرهنگی دولت در ایران (۱۳۲۰–۱۳۰۴)، انتشارات سروش
- خشونت و فرهنگ: اسناد محرمانه کشف حجاب، سازمان اسناد ملی ایران، ۱۳۷۱
- ارتباطات جهانی و سیاست خارجی، ایتان گیلبوآ، حسام الدین آشنا (مترجم)، محمدصادق اسماعیلی (مترجم)، انتشارات دانشگاه امام صادق
- دیپلماسی عمومی راهبردی و سیاست خارجی آمریکا (گسترش نفوذ)، یارول مانهایم، حسام الدین آشنا (مترجم)، محمدصادق اسماعیلی (مترجم)، انتشارات دانشگاه امام صادق
- درآمدی بر قدرت هوشمند مطالعاتی برای جمهوری اسلامی ایران، انتشارات مؤسسه آموزش و تحقیقاتی صنایع دفاعی
- جهانی شدن و جهان اسلام، گروه مؤلفان، انتشارات مجمع جهانی تقریب مذاهب اسلامی
- از سیاست‌گذاری تا سنجش فرهنگی، مجموعه سه‌جلدی، پژوهشگاه فرهنگ، هنر و ارتباطات.[۳۵]